# Ruosteselkä
Ruosteselkä är en vik i Finland.   Den ligger i landskapet Södra Savolax, i den sydöstra delen av landet, 300 km nordost om huvudstaden Helsingfors.